# Geraldo Júlio
Geraldo Júlio de Mello Filho, né le 17 mars 1971 à Recife est un politicien brésilien. Membre du Parti socialiste brésilien (PSB), il est élu Maire de Recife en 2012.

## Vie personnelle
Geraldo Júlio est diplômé de l'Université du Pernambouc.

## Carrière politique
En 2012, il est candidat à la Mairie de Recife. Il est élu dès le premier tour, remportant 51,15 % des voix et devançant le candidat du PSDB Daniel Coelho, ce dernier obtenant 27,65 % des voix. Il succède alors au Maire João da Costa Bezerra Filho, membre du PT.
En 2016, il est candidat à sa réélection. Au premier tour, il rassemble 49,34 % des voix. Il affronte au second tour le candidat du PT João Paulo. Il est largement réélu, remportant 61,3 % des voix.
En 2020, il n'est pas candidat pour un troisième mandat. João Campos, candidat du PSB est alors élu pour lui succéder.